# Аргиш
Арги́ш (рос. Аргыш, башк. Арғыш) — присілок у складі Дюртюлинського району Башкортостану, Росія. Входить до складу Черлаківської сільської ради.
Населення — 112 осіб (2010; 132 у 2002).
Національний склад:
- марійці — 97 %